# Landemont
Landemont és un municipi francès situat al departament de Maine i Loira i a la regió de País del Loira. L'any 2007 tenia 1.603 habitants.

## Demografia

### Població
El 2007 la població de fet de Landemont era de 1.603 persones. Hi havia 584 famílies de les quals 128 eren unipersonals (68 homes vivint sols i 60 dones vivint soles), 176 parelles sense fills, 252 parelles amb fills i 28 famílies monoparentals amb fills.
La població ha evolucionat segons el següent gràfic:
Habitants censats

### Habitatges
El 2007 hi havia 627 habitatges, 594 eren l'habitatge principal de la família, 11 eren segones residències i 22 estaven desocupats. 601 eren cases i 21 eren apartaments. Dels 594 habitatges principals, 434 estaven ocupats pels seus propietaris, 150 estaven llogats i ocupats pels llogaters i 10 estaven cedits a títol gratuït; 12 tenien una cambra, 36 en tenien dues, 81 en tenien tres, 134 en tenien quatre i 331 en tenien cinc o més. 506 habitatges disposaven pel capbaix d'una plaça de pàrquing. A 279 habitatges hi havia un automòbil i a 284 n'hi havia dos o més.

### Piràmide de població
La piràmide de població per edats i sexe el 2009 era:
| Homes | Edats   | Dones |
| ----- | ------- | ----- |
| 0     | 95 o +  | 0     |
| 4     | 90 a 94 | 12    |
| 8     | 85 a 89 | 20    |
| 8     | 80 a 84 | 0     |
| 20    | 75 a 79 | 60    |
| 36    | 70 a 74 | 24    |
| 36    | 65 a 69 | 52    |
| 24    | 60 a 64 | 16    |
| 28    | 55 a 59 | 24    |
| 56    | 50 a 54 | 52    |
| 32    | 45 a 49 | 44    |
| 64    | 40 a 44 | 36    |
| 72    | 35 a 39 | 60    |
| 48    | 30 a 34 | 64    |
| 52    | 25 a 29 | 32    |
| 52    | 20 a 24 | 48    |
| 52    | 15 a 19 | 60    |
| 72    | 10 a 14 | 48    |
| 60    | 5 a 9   | 60    |
| 28    | 0 a 4   | 44    |

## Economia
El 2007 la població en edat de treballar era de 1.006 persones, 787 eren actives i 219 eren inactives. De les 787 persones actives 739 estaven ocupades (421 homes i 318 dones) i 48 estaven aturades (17 homes i 31 dones). De les 219 persones inactives 71 estaven jubilades, 79 estaven estudiant i 69 estaven classificades com a «altres inactius».

### Ingressos
El 2009 a Landemont hi havia 597 unitats fiscals que integraven 1.558,5 persones, la mediana anual d'ingressos fiscals per persona era de 16.617 €.

### Activitats econòmiques
Dels 68 establiments que hi havia el 2007, 2 eren d'empreses alimentàries, 1 d'una empresa de fabricació de material elèctric, 8 d'empreses de fabricació d'altres productes industrials, 16 d'empreses de construcció, 13 d'empreses de comerç i reparació d'automòbils, 4 d'empreses de transport, 1 d'una empresa d'hostatgeria i restauració, 1 d'una empresa d'informació i comunicació, 4 d'empreses financeres, 1 d'una empresa immobiliària, 8 d'empreses de serveis, 4 d'entitats de l'administració pública i 5 d'empreses classificades com a «altres activitats de serveis».
Dels 23 establiments de servei als particulars que hi havia el 2009, 1 era una oficina de correu, 1 una oficina bancària, 3 tallers de reparació d'automòbils i de material agrícola, 3 paletes, 2 guixaires pintors, 3 fusteries, 5 lampisteries, 1 electricista, 1 perruqueria, 1 veterinari, 1 restaurant i 1 saló de bellesa.
Dels 5 establiments comercials que hi havia el 2009, 1 era una fleca, 1 una carnisseria, 1 una botiga de roba i 2 drogueries.
L'any 2000 a Landemont hi havia 49 explotacions agrícoles que ocupaven un total de 1.634 hectàrees.

## Equipaments sanitaris i escolars
L'únic equipament sanitari que hi havia el 2009 era una farmàcia.
El 2009 hi havia una escola elemental.

## Poblacions més properes
El següent diagrama mostra les poblacions més properes.